# Barry Hay
Barry Andrew Hay (ur. 16 sierpnia 1948, w Faizabad w Indiach) – wokalista Golden Earring.
Hay urodził się w Indiach i przeprowadził do Holandii w wieku 10 lat. Początkowo rodzice mieszkali w Amsterdamie, lecz później przenieśli się do Hagi. Latem 1967 dołączył do Golden Earrings, zastępując Fransa Krassenburg. Występuje tam do dziś.